# Comparaison des moteurs-fusées
Cet article est consacré à la comparaison de moteurs-fusées en opération, en développement ou retirés du service.
Légende
- Opérationnel
- En développement
- Retiré du service
- Projet abandonné

| Moteur-fusée | Origine                     | Constructeur             | Lanceur                          | Utilisation                          | Ergols              | Type                          | Isp vide (mer) | Poussée vide (mer) | Masse      | 1er vol |        |
| ------------ | --------------------------- | ------------------------ | -------------------------------- | ------------------------------------ | ------------------- | ----------------------------- | -------------- | ------------------ | ---------- | ------- | ------ |
| Aestus       | Europe                      | DASA                     | Ariane 5 (G, ES)                 | Deuxième étage                       | N2O4 / MMH          | Pressurisation des réservoirs | 324 s          | 30 kN              | 111 kg     | 1997    | [ 1 ]  |
| AJ-10-37     | États-Unis                  | Aerojet                  | Vanguard                         | Deuxième étage                       | HNO3 / UDMH         | Pressurisation des réservoirs | 271 s          | 33,8 kN            | 90 kg      | 1957    |        |
| AJ-10-118K   | États-Unis                  | Aerojet                  | Delta II                         | Deuxième étage                       | N2O4 / Aérozine 50  | Pressurisation des réservoirs | 321 s          | 43,4 kN            | 95 kg      | 1972    |        |
| AJ-10-137    | États-Unis                  | Aerojet                  | -                                | Vaisseau Apollo                      | N2O4 / Aérozine 50  | Pressurisation des réservoirs | 312 s          | 97,5 kN            | 295 kg     | 1964    |        |
| AJ-10-138    | États-Unis                  | Aerojet                  | Titan                            | Étage supérieur Transtage            | N2O4 / Aérozine 50  | Pressurisation des réservoirs | 311 s          | 35,6 kN            | 110 kg     | 1964    |        |
| AJ-10-190    | États-Unis                  | Aerojet                  | Navette spatiale américaine      | OMS (Orbital Maneuvering System)     | N2O4 / Aérozine 50  | Pressurisation des réservoirs | 313 s          | 26,7 kN            | 138 kg     | 1981    |        |
| AJ-60A       | États-Unis                  | Aerojet                  | Atlas V                          | Propulseurs d'appoint                | PBHT                | Propergol solide              | 279,3 s        | 1 688,4 kN         | 46 697 kg  | 2003    | [ 2 ]  |
| Archimedes   | États-Unis Nouvelle-Zélande | Rocket Lab               | Neutron                          | Premier étage, deuxième étage        | CH4 / LOX           | Combustion étagée             | 367 s          | 890 kN             |            |         | [ 3 ]  |
| Astris       | Europe                      | ERNO, MBB                | Europa                           | Troisième étage                      | N2O4 / Aérozine 50  | Pressurisation des réservoirs | 310 s          | 23,3 kN            | 68 kg      | 1968    | [ 4 ]  |
| BE-3PM       | États-Unis                  | Blue Origin              | New Shepard, New Glenn           | Premier étage                        | LH2 / LOX           | Cycle tap-off                 |                | 490 kN             |            | 2015    | [ 5 ]  |
| BE-3U        | États-Unis                  | Blue Origin              | New Glenn                        | Deuxième étage                       | LH2 / LOX           | Cycle à expandeur             |                | 710 kN             |            | 2025    | [ 5 ]  |
| BE-4         | États-Unis                  | Blue Origin              | Vulcan, New Glenn                | Premier étage                        | CH4 / LOX           | Combustion étagée             | 355 s          | 2 400 kN           |            | 2024    | [ 6 ]  |
| BE-7         | États-Unis                  | Blue Origin              | -                                | Blue Moon                            | LH2 / LOX           | Cycle à expandeur             |                | 40 kN              |            |         | [ 7 ]  |
| CE-7.5       | Inde                        | Hindustan Aeronautics    | GSLV Mk.II                       | Étage supérieur                      | LH2 / LOX           | Combustion étagée             | 454 s          | 73,5 kN            | 435 kg     | 2014    | [ 8 ]  |
| CE-20        | Inde                        | Hindustan Aeronautics    | GSLV Mk.III                      | Étage supérieur                      | LH2 / LOX           | Générateur de gaz             | 443 s          | 200 kN             | 588 kg     | 2017    | [ 8 ]  |
| Draco        | États-Unis                  | SpaceX                   | Falcon 9                         | SpaceX Dragon                        | N2O4 / MMH          |                               |                | 0,4 kN             |            | 2010    | [ 9 ]  |
| F-1          | États-Unis                  | Rocketdyne               | Saturn V                         | Premier étage                        | Kérosène / LOX      | Générateur de gaz             | 304 s          | 7 770 kN           | 8 400 kg   | 1967    |        |
| GEM 40       | États-Unis                  | Orbital ATK              | Delta II                         | Propulseurs d'appoint                | PBHT                | Propergol solide              | 283 s          | 499 kN             | 13 005 kg  | 1990    | [ 10 ] |
| GEM 46       | États-Unis                  | Orbital ATK              | Detla III                        | Propulseurs d'appoint                | PBHT                | Propergol solide              | 284 s          | 601 kN             | 19 140 kg  | 1998    | [ 10 ] |
| GEM 60       | États-Unis                  | Orbital ATK              | Delta IV                         | Propulseurs d'appoint                | PBHT                | Propergol solide              |                | 879 kN             | 33 638 kg  | 2002    | [ 10 ] |
| GEM 63       | États-Unis                  | Orbital ATK              | Atlas V                          | Propulseurs d'appoint                | PBHT                | Propergol solide              |                |                    | 49 300 kg  | 2020    | [ 10 ] |
| GEM 63XL     | États-Unis                  | Orbital ATK              | Vulcan                           | Propulseurs d'appoint                | PBHT                | Propergol solide              |                |                    | 53 400 kg  | 2024    | [ 10 ] |
| H-1          | États-Unis                  | Rocketdyne               | Saturn I, Saturn IB              | Premier étage                        | Kérosène / LOX      | Générateur de gaz             | 289 s          | (900 kN)           | 1 000 kg   | 1961    |        |
| HM-7         | Europe                      | Snecma                   | Ariane 1, 2, 3, 4                | Troisième étage                      | LH2 / LOX           | Générateur de gaz             |                | 61,6 kN            |            | 1979    | [ 11 ] |
| HM-7B        | Europe                      | Snecma                   | Ariane 3, 4, Ariane 5 (ECA)      | Troisième étage, deuxième étage      | LH2 / LOX           | Générateur de gaz             | 446 s          | 67 kN              | 165 kg     | 1984    | [ 12 ] |
| J-2          | États-Unis                  | Rocketdyne               | Saturn V, Saturn IB              | Deuxième étage, troisième étage      | LH2 / LOX           | Générateur de gaz             | 421 s          | 1 033 kN           | 1 438 kg   | 1966    |        |
| J-2S         | États-Unis                  | Rocketdyne               | Saturn V                         | Deuxième étage, troisième étage      | LH2 / LOX           | Cycle tap-off                 | 436 s          | 1 038 kN           | 1 400 kg   |         |        |
| J-2X         | États-Unis                  | Aerojet Rocketdyne       | SLS                              | Deuxième étage                       | LH2 / LOX           | Générateur de gaz             | 448 s          | 1 310 kN           | 2 472 kg   |         |        |
| Kestrel      | États-Unis                  | SpaceX                   | Falcon 1                         | Deuxième étage                       | Kérosène / LOX      | Pressurisation des réservoirs | 317 s          | 31 kN              | 52 kg      | 2006    | [ 13 ] |
| KRE-075      | Corée du Sud                | Hanwha Aerospace         | Nuri                             | Premier étage, deuxième étage        | Kérosène / LOX      | Générateur de gaz             | 298 s          | 792 kN             |            | 2018    | [ 14 ] |
| KVD-1        | Russie                      | KB Khimmash              | GSLV Mk.I                        | Troisième étage                      | LH2 / LOX           | Combustion étagée             | 462 s          | 69,6 kN            | 282 kg     | 2001    |        |
| LE-5         | Japon                       | MHI                      | H-I                              | Deuxième étage                       | LH2 / LOX           | Générateur de gaz             | 450 s          | 102,9 kN           | 255 kg     | 1986    |        |
| LE-5A        | Japon                       | MHI                      | H-II                             | Deuxième étage                       | LH2 / LOX           | Cycle à expandeur             | 452 s          | 121,5 kN           | 248 kg     | 1994    |        |
| LE-5B        | Japon                       | MHI                      | H-IIA                            | Deuxième étage                       | LH2 / LOX           | Cycle à expandeur             | 447 s          | 137,2 kN           | 285 kg     | 2001    | [ 15 ] |
| LE-5B-2      | Japon                       | MHI                      | H-IIB                            | Deuxième étage                       | LH2 / LOX           | Cycle à expandeur             | 447 s          | 144,9 kN           | 290 kg     | 2009    |        |
| LE-7         | Japon                       | MHI                      | H-II                             | Premier étage                        | LH2 / LOX           | Combustion étagée             | 449 s          | 1 078 kN           | 1 714 kg   | 1994    | [ 16 ] |
| LE-7A        | Japon                       | MHI                      | H-IIA, H-IIB                     | Premier étage                        | LH2 / LOX           | Combustion étagée             | 438 s          | 1 098 kN           | 1 800 kg   | 2001    | [ 15 ] |
| LE-9         | Japon                       | MHI                      | H3                               | Premier étage                        | LH2 / LOX           | Cycle à expandeur             | 425 s          | 1 471 kN           | 2 400 kg   |         | [ 17 ] |
| LR-87-3      | États-Unis                  | Aerojet                  | SM-68 Titan                      | Premier étage                        | Kérosène / LOX      | Générateur de gaz             | (256 s)        | (647 kN)           | 839 kg     | 1959    |        |
| LR-87-5      | États-Unis                  | Aerojet                  | SM-68 Titan, Titan II            | Premier étage                        | N2O4 / Aérozine 50  | Générateur de gaz             | (259 s)        | (957 kN)           | 739 kg     | 1962    |        |
| LR-87-7      | États-Unis                  | Aerojet                  | Titan II                         | Premier étage                        | N2O4 / Aérozine 50  | Générateur de gaz             | (258 s)        | (946 kN)           | 713 kg     | 1962    |        |
| LR-87-11     | États-Unis                  | Aerojet                  | Titan 3, 4                       | Premier étage                        | N2O4 / Aérozine 50  | Générateur de gaz             | (250 s)        | (968 kN)           | 758 kg     | 1968    |        |
| M10          | Italie                      | Avio                     | Vega E                           | Troisième étage                      | CH4 / LOX           | Cycle à expandeur             | 364 s          | 98 kN              | 236 kg     |         | [ 18 ] |
| Merlin       | États-Unis                  | SpaceX                   | Falcon 1, Falcon 9, Falcon Heavy | Premier étage, deuxième étage        | Kérosène / LOX      | Générateur de gaz             | 348 s          | 934 kN             | 490 kg     | 2006    |        |
| NK-15        | URSS                        | Kouznetsov               | N1                               | Premier étage                        | Kérosène / LOX      | Combustion étagée             | 331 s          | 1 544 kN           | 1 247 kg   | 1969    | [ 19 ] |
| NK-33        | URSS                        | Kouznetsov               | Antares 100, Soyouz-2.1v         | Premier étage                        | Kérosène / LOX      | Combustion étagée             | 331 s          | 1 682 kN           | 1 240 kg   | 2013    | [ 20 ] |
| P80          | Europe                      | Avio                     | Vega                             | Premier étage                        | PBHT                | Propergol solide              | 280 s          | 3 015 kN           | 96 243 kg  | 2012    | [ 21 ] |
| P120         | Europe                      | Avio                     | Ariane 6, Vega C                 | Propulseurs d'appoint, premier étage | PBHT                | Propergol solide              | 279 s          | 4 323 kN           | 155 027 kg | 2022    | [ 22 ] |
| P160         | Europe                      | Avio                     | Ariane 6 (Block 2), Vega E       | Propulseurs d'appoint, premier étage | PBHT                | Propergol solide              |                |                    |            |         | [ 23 ] |
| P238         | Europe                      |                          | Ariane 5 (G, G+)                 | Propulseurs d'appoint (EAP)          | PA / Al / PBHT      | Propergol solide              | 286 s          | 6 650 kN           |            | 1999    |        |
| P241         | Europe                      |                          | Ariane 5 (GS, ECA, ES)           | Propulseurs d'appoint (EAP)          | PA / Al / PBHT      | Propergol solide              | 286 s          | 7 080 kN           |            | 2002    |        |
| Prometheus   | Europe                      | ArianeGroup              |                                  |                                      | CH4 / LOX           | Générateur de gaz             |                |                    |            |         | [ 24 ] |
| Raptor       | États-Unis                  | SpaceX                   | Starship, Super Heavy            | Premier étage, deuxième étage        | CH4 / LOX           | Combustion étagée             |                | 2 000 kN           | 1 600 kg   |         | [ 25 ] |
| RD-0109      | URSS                        | KB Khimautomatiki        | Vostok                           | Étage supérieur                      | Kérosène / LOX      | Générateur de gaz             | 324 s          | 54,5 kN            | 121 kg     | 1959    |        |
| RD-0110      | URSS                        | KB Khimautomatiki        | Soyouz                           | Étage supérieur                      | Kérosène / LOX      | Générateur de gaz             | 326 s          | 298 kN             | 409 kg     | 1965    | [ 26 ] |
| RD-0120      | URSS                        | KB Khimautomatiki        | Energia                          | Premier étage                        | LH2 / LOX           | Combustion étagée             | 455 s          | 1 961 kN           | 3 450 kg   | 1987    | [ 27 ] |
| RD-0124      | Russie                      | KB Khimautomatiki        | Soyouz-2.1b, Soyouz-2.1v, Angara | Étage supérieur                      | Kérosène / LOX      | Combustion étagée             | 359 s          | 294 kN             | 460 kg     | 2006    | [ 28 ] |
| RD-0146D     | Russie                      | KB Khimautomatiki        | Angara A5                        | KVTK (en)                            | LH2 / LOX           | Cycle à expandeur             | 470 s          | 68,6 kN            |            |         | [ 29 ] |
| RD-0210      | URSS                        | KB Khimautomatiki        | Proton                           | Deuxième étage                       | N2O4 / UDMH         | Combustion étagée             | 327 s          | 58 kN              | 566 kg     | 1965    |        |
| RD-107       | URSS                        | NPO Energomash           | R-7 Semiorka                     | Premier étage                        | Kérosène / LOX      | Générateur de gaz             | 313 s          | 972 kN             | 1 190 kg   | 1957    |        |
| RD-120       | Russie                      | NPO Energomash           | Zenit                            | Deuxième étage                       | Kérosène / LOX      | Combustion étagée             | 350 s          | 833 kN             | 1 125 kg   | 1985    | [ 16 ] |
| RD-170       | URSS                        | NPO Energomash           | Energia, Zenit                   | Premier étage                        | Kérosène / LOX      | Combustion étagée             | 337 s          | 7 904 kN           | 9 755 kg   | 1987    | [ 30 ] |
| RD-180       | URSS                        | NPO Energomash           | Atlas III, Atlas V, Antares 200  | Premier étage                        | Kérosène / LOX      | Combustion étagée             | 338 s          | 4 152 kN           | 5 330 kg   | 2000    | [ 31 ] |
| RD-191       | Russie                      | NPO Energomash           | Angara                           | Premier étage                        | Kérosène / LOX      | Combustion étagée             | 337,9 s        | 2 084 kN           | 2 200 kg   | 2014    | [ 16 ] |
| RD-253       | URSS                        | NPO Energomash           | Proton                           | Premier étage                        | N2O4 / UDMH         | Combustion étagée             | 316 s          | 1 635 kN           | 1 080 kg   | 1967    | [ 32 ] |
| RD-270       | URSS                        | NPO Energomash           | UR-700                           | Premier étage                        | N2O4 / UDMH         | Combustion étagée             | 322 s          | 6 713 kN           | 3 370 kg   |         | [ 33 ] |
| RD-58        | URSS                        | Krasmash                 | N-1                              | Étage supérieur Bloc D               | Kérosène / LOX      | Combustion étagée             | 349 s          | 83,4 kN            | 300 kg     | 1967    |        |
| RD-58M       | URSS                        | Krasmash                 | Proton                           | Étage supérieur Bloc DM              | Kérosène / LOX      | Combustion étagée             | 356 s          | 85 kN              | 310 kg     | 1974    | [ 34 ] |
| RD-843       | Ukraine                     | Ioujmach                 | Vega, Vega C                     | Étage supérieur                      | N2O4 / UDMH         | Pressurisation des réservoirs | 315,5 s        | 2,45 kN            | 15,93 kg   | 2012    | [ 35 ] |
| Reaver 1     | États-Unis                  | Firefly Aerospace        | Firefly Alpha                    | Premier étage                        | Kérosène / LOX      | Cycle tap-off                 | 296 s          | 200 kN             |            | 2021    | [ 36 ] |
| RL-10A-4-2   | États-Unis                  | Pratt & Whitney          | Atlas V                          | Centaur IIIB                         | LH2 / LOX           | Cycle à expandeur             | 451 s          | 99,1 kN            | 167 kg     | 2002    |        |
| RL-10B-2     | États-Unis                  | Pratt & Whitney          | Delta III, Delta IV              | Delta Cryogenic Second Stage         | LH2 / LOX           | Cycle à expandeur             | 462 s          | 110 kN             | 277 kg     | 1998    | [ 16 ] |
| RL-10C-1     | États-Unis                  | Pratt & Whitney          | Atlas V                          | Centaur SEC                          | LH2 / LOX           | Cycle à expandeur             | 449,7 s        | 101,8 kN           | 190 kg     | 2014    |        |
| RL-60        | États-Unis                  | Pratt & Whitney          | -                                | Étage supérieur                      | LH2 / LOX           | Cycle à expandeur             | 465 s          | 200-250 kN         | 499 kg     |         | [ 37 ] |
| RS-25 / SSME | États-Unis                  | Aerojet Rocketdyne       | Navette spatiale américaine, SLS | Moteurs principaux, premier étage    | LH2 / LOX           | Combustion étagée             | 453 s          | 2 279 kN           | 3 527 kg   | 1981    | [ 38 ] |
| RS-27        | États-Unis                  | Rocketdyne               | Delta                            | Premier étage                        | Kérosène / LOX      | Générateur de gaz             | 295 s          | 1 023 kN           | 1 027 kg   | 1974    | [ 16 ] |
| RS-27A       | États-Unis                  | Rocketdyne               | Delta II                         | Premier étage                        | Kérosène / LOX      | Générateur de gaz             | 302 s          | 1 054 kN           | 1 147 kg   | 1989    |        |
| RS-68        | États-Unis                  | Aerojet Rocketdyne       | Delta IV                         | Premier étage                        | LH2 / LOX           | Générateur de gaz             | 410 s          | 3 314 kN           | 6 700 kg   | 2002    | [ 39 ] |
| Rutherford   | États-Unis Nouvelle-Zélande | Rocket Lab               | Electron                         | Premier étage, deuxième étage        | Kérosène / LOX      | Pompes électriques            | 343 s          | 24 kN              | 35 kg      | 2017    | [ 40 ] |
| RZ.2         | Royaume-Uni                 | Rolls-Royce              | Europa                           | Premier étage                        | Kérosène / LOX      | Générateur de gaz             | 282 s          | 836 kN             | 750 kg     | 1964    | [ 41 ] |
| S1.5400      | URSS                        | OKB 1                    | Molnia                           | Étage supérieur Bloc L               | Kérosène / LOX      | Combustion étagée             | 340 s          | 67 kN              | 153 kg     | 1960    |        |
| S5.92        | Russie                      | KB Khimmash              | Soyouz, Zenit                    | Étage supérieur Fregat               | N2O4 / UDMH         | Générateur de gaz             | 327 s          | 19,6 kN            | 75 kg      | 1988    |        |
| S5.98M       | Russie                      | KB Khimmash              | Rockot, Proton, Angara           | Étage supérieur Briz                 | N2O4 / UDMH         | Générateur de gaz             | 328,6 s        | 19,6 kN            | 95 kg      | 1990    |        |
| SABRE        | Royaume-Uni                 | Reaction Engines Limited | Skylon                           | Moteur de SSTO                       | LH2 / LOX           | Combustion étagée             | 459 s          | 500 kN             |            |         | ,      |
| SSSRB        | États-Unis                  |                          | Navette spatiale américaine      | Propulseurs d'appoint                | PCPA                | Propergol solide              | 269 s          | 12 000 kN          |            | 1981    |        |
| SuperDraco   | États-Unis                  | SpaceX                   | -                                | Crew Dragon                          | N2O4 / UDMH         | Pressurisation des réservoirs |                | 73 kN              |            | 2015    | [ 9 ]  |
| Valois       | France                      | LRBA                     | Diamant B                        | Premier étage (Améthyste)            | N2O4 / UDMH         |                               |                |                    |            | 1970    |        |
| Vexin A      | France                      | LRBA                     | Europa                           | Deuxième étage (Coralie)             | N2O4 / UDMH         | Pressurisation des réservoirs | 277 s          | 68,6 kN            | 175 kg     | 1964    | [ 44 ] |
| Vexin B      | France                      | LRBA                     | Diamant A                        | Premier étage (Émeraude)             | HNO3 / térébenthine | Pressurisation des réservoirs | 251 s          | 75,4 kN            | 192 kg     | 1965    | [ 45 ] |
| Vikas-2      | Inde                        | Godrej Aerospace         | GSLV Mk.I                        | Propulseurs d'appoint                | N2O4 / UDMH         | Générateur de gaz             |                | 680,5 kN           |            | 2001    |        |
| Vikas-2B     | Inde                        | Godrej Aerospace         | GSLV Mk.II                       | Deuxième étage                       | N2O4 / UH 25        | Générateur de gaz             |                | 765,5 kN           |            | 2010    |        |
| Vikas-X      | Inde                        | Godrej Aerospace         | GSLV Mk.III                      | Premier étage                        | N2O4 / UH 25        | Générateur de gaz             |                | 839 kN             |            | 2014    |        |
| Vikas-4      | Inde                        | Godrej Aerospace         | GSLV Mk.I                        | Propulseurs d'appoint                | N2O4 / UDMH         | Générateur de gaz             |                | 725 kN             |            | 2001    |        |
| Vikas-4B     | Inde                        | Godrej Aerospace         | GSLV Mk.II                       | Deuxième étage                       | N2O4 / UH 25        | Générateur de gaz             |                | 804,5 kN           |            | 2010    |        |
| Viking 2     | France                      | Snecma                   | Ariane 1                         | Premier étage                        | N2O4 / UDMH         | Générateur de gaz             |                | 690 kN             | 776 kg     | 1979    |        |
| Viking 2B    | France                      | Snecma                   | Ariane 2, 3                      | Premier étage                        | N2O4 / UH 25        | Générateur de gaz             |                |                    | 776 kg     | 1984    |        |
| Viking 4     | France                      | Snecma                   | Ariane 1                         | Deuxième étage                       | N2O4 / UDMH         | Générateur de gaz             |                | 713 kN             | 826 kg     | 1979    | [ 11 ] |
| Viking 4B    | France                      | Snecma                   | Ariane 2, 3, 4                   | Deuxième étage                       | N2O4 / UH 25        | Générateur de gaz             |                | 805 kN             | 826 kg     | 1984    | [ 11 ] |
| Viking 5C    | France                      | Snecma                   | Ariane 4                         | Premier étage                        | N2O4 / UH 25        | Générateur de gaz             |                | 758 kN             | 826 kg     | 1988    | [ 11 ] |
| Viking 6     | France                      | Snecma                   | Ariane 4                         | Propulseurs d'appoint (PAL)          | N2O4 / UH 25        | Générateur de gaz             |                | 750 kN             | 826 kg     | 1988    | [ 11 ] |
| Vinci        | Europe                      | Snecma                   | Ariane 6                         | Deuxième étage                       | LH2 / LOX           | Cycle à expandeur             | 465 s          | 180 kN             | 550 kg     | 2024    | [ 46 ] |
| Vulcain      | Europe                      | Snecma                   | Ariane 5 (G, G+)                 | EPC (étage principal cryotechnique)  | LH2 / LOX           | Générateur de gaz             | 431,2 s        | 1 120 kN           | 1 686 kg   | 1999    |        |
| Vulcain 2    | Europe                      | Snecma                   | Ariane 5 (ECA)                   | EPC (étage principal cryotechnique)  | LH2 / LOX           | Générateur de gaz             | 434,2 s        | 1 340 kN           | 2 100 kg   | 2002    | [ 47 ] |
| Vulcain 2.1  | Europe                      | Snecma                   | Ariane 6                         | Premier étage                        | LH2 / LOX           | Générateur de gaz             |                | 1 373 kN           | 2 000 kg   | 2024    | [ 48 ] |
| XLR11        | États-Unis                  | Reaction Motors          | -                                | Bell X-1                             | EtOH / LOX          |                               |                | 27 kN              | 95 kg      | 1947    |        |
| XLR99        | États-Unis                  | Reaction Motors          | -                                | North American X-15                  | NH3 / LOX           |                               | 279 s          | 254 kN             | 413 kg     | 1960    |        |
| YF-20        | Chine                       | AALPT                    | Tempête 1, Longue Marche 2, 3, 4 | Premier étage                        | N2O4 / UDMH         | Générateur de gaz             | (260 s)        | (710 kN)           |            | 1972    | [ 49 ] |
| YF-22        | Chine                       | AALPT                    | Tempête 1, Longue Marche 2, 3, 4 | Deuxième étage                       | N2O4 / UDMH         | Générateur de gaz             | 289 s          | 734 kN             |            | 1972    | [ 49 ] |
| YF-40        | Chine                       | AALPT                    | Longue Marche 4B, 4C             | Troisième étage                      | N2O4 / UDMH         | Générateur de gaz             | 303 s          | 49 kN              | 83 kg      | 1995    | [ 49 ] |
| YF-73        | Chine                       | AALPT                    | Longue Marche 3                  | Troisième étage                      | LH2 / LOX           | Générateur de gaz             | 425 s          | 44,15 kN           | 236 kg     | 1984    |        |
| YF-75        | Chine                       | AALPT                    | Longue Marche 3A, 3B, 3C         | Troisième étage                      | LH2 / LOX           | Générateur de gaz             | 440 s          | 83 kN              | 550 kg     | 1994    | [ 49 ] |
| YF-75D       | Chine                       | AALPT                    | Longue Marche 5                  | Deuxième étage                       | LH2 / LOX           | Cycle à expandeur             | 442 s          | 88,26 kN           |            | 2016    | [ 50 ] |
| YF-77        | Chine                       | AALPT                    | Longue Marche 5                  | Premier étage                        | LH2 / LOX           | Générateur de gaz             | 430 s          | 700 kN             | 2 700 kg   | 2016    |        |
| YF-100       | Chine                       | AALPT                    | Longue Marche 5, 6 et 7          | Premier étage                        | Kérosène / LOX      | Combustion étagée             | 335 s          | 1 340 kN           |            | 2015    | ,      |
| YF-115       | Chine                       | AALPT                    | Longue Marche 6 et 7             | Étage supérieur                      | Kérosène / LOX      | Combustion étagée             | 341,5 s        | 180 kN             |            | 2015    | ,      |
| Zefiro 9     | Italie                      | Avio                     | Vega, Vega C                     | Troisième étage                      | PBHT                | Propergol solide              | 295,2 s        | 314 kN             | 11 500 kg  | 2012    | [ 53 ] |
| Zefiro 23    | Italie                      | Avio                     | Vega                             | Deuxième étage                       | PBHT                | Propergol solide              | 287,5 s        | 1 122 kN           | 26 000 kg  | 2012    | [ 54 ] |
| Zefiro 40    | Italie                      | Avio                     | Vega C, Vega E                   | Deuxième étage                       | PBHT                | Propergol solide              | 293,5 s        | 1 304 kN           | 39 000 kg  | 2022    | [ 55 ] |